# Louis Miquel

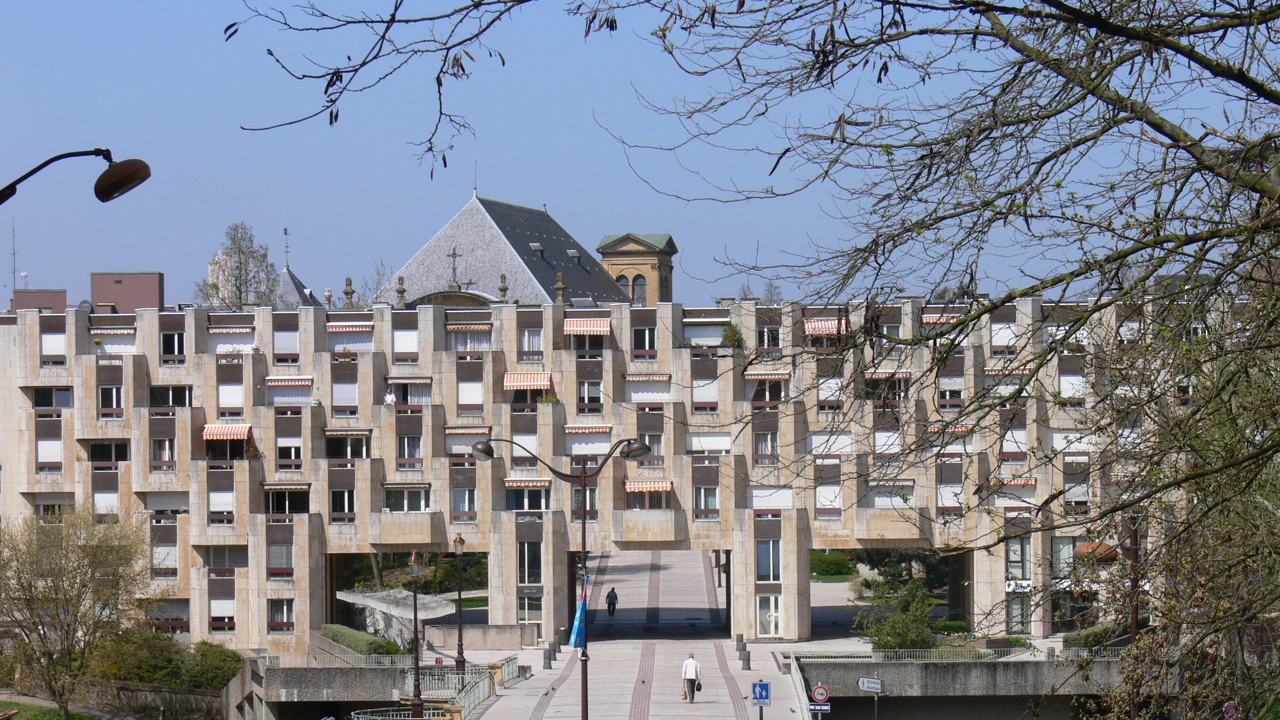
Eingang zum Quartier du Pontiffroy, Metz

Louis Charles Victor Miquel (* 22. November 1913 in Aïn-Temouchent, Algerien; † 1986 in Marseille oder 1987 in Sète) war ein französischer Architekt.

## Leben
Louis Miquel besuchte zwischen 1927 und 1933 die École des Beaux-Arts in Algier. 1933 erhielt er ein Stipendium zum Studium in Paris, doch er immatrikulierte sich nicht an der Pariser École des Beaux-Arts, sondern wurde Schüler von Le Corbusier und Pierre Jeanneret in deren Architekturbüro. 1935 eröffnete er gemeinsam mit M. Bettoli ein Architekturbüro im algerischen Bouffarik, in dem er bis 1942 arbeitete. In dieser Zeit war er vor allem für den „Plan régional d'Alger“ tätig, der die Infrastruktur im Raum Algier verbessern sollte. 1935 gründete er gemeinsam mit Albert Camus das Théâtre du travail. Für die Aufführungen des Theaters schuf Miquel mehrere Bühnenbilder. 1945 schuf er außerdem ein Bühnenbild für Camus’ Aufführung im Théâtre Hébertot.
Zwischen 1942 und 1944 war er Beauftragter zur Ausarbeitung von Plänen für das „Musée des Arts et Traditions“. Zwischen 1944 und 1946 war er Architekt in Paris, anschließend bis 1949 Architekt der marokkanischen Bauernverbandes. Schon 1948 hatte er sich als selbstständiger Architekt in Algier niedergelassen. In diesen Jahren nahm Miquel mehrfach an den Congrès International d’Architecture Moderne teil. 1962 ging er nach Paris zurück und eröffnete dort ein Architekturbüro in der Rue Beaurepaire.
1972 war Miquel Leiter der „Bâtiments Civils et Palais Nationaux“, 1966 Mitglied des Verwaltungsrats der „Fondation Le Corbusier“, von 1968 bis 1970 Mitglied des „Conseil générale des Bâtiments de France“, 1970 Mitglied der „Commission nationale du 1%“.
Miquel war verheiratet und hatte keine Kinder. Wann und wo Miquel genau starb, ist nicht geklärt.

## Werk
Miquel war stark beeinflusst von seiner Zeit bei Le Corbusier. Seine Arbeit bestimmte den Wiederaufbau in Algerien und in Frankreich nach dem Zweiten Weltkrieg. Zu seinen wichtigsten Werken gehören das Musée Besançon, das Aéro-Habitat im Parc de Malglaive im Algier und die Sanierung und Aufwertung des Stadtviertels „Quartier du Pontiffroy“ in Metz.

## Auszeichnungen
- Ritter der Ehrenlegion

## Gebäude (Auswahl)
- 1937: Apotheke Rue Banave, Algier

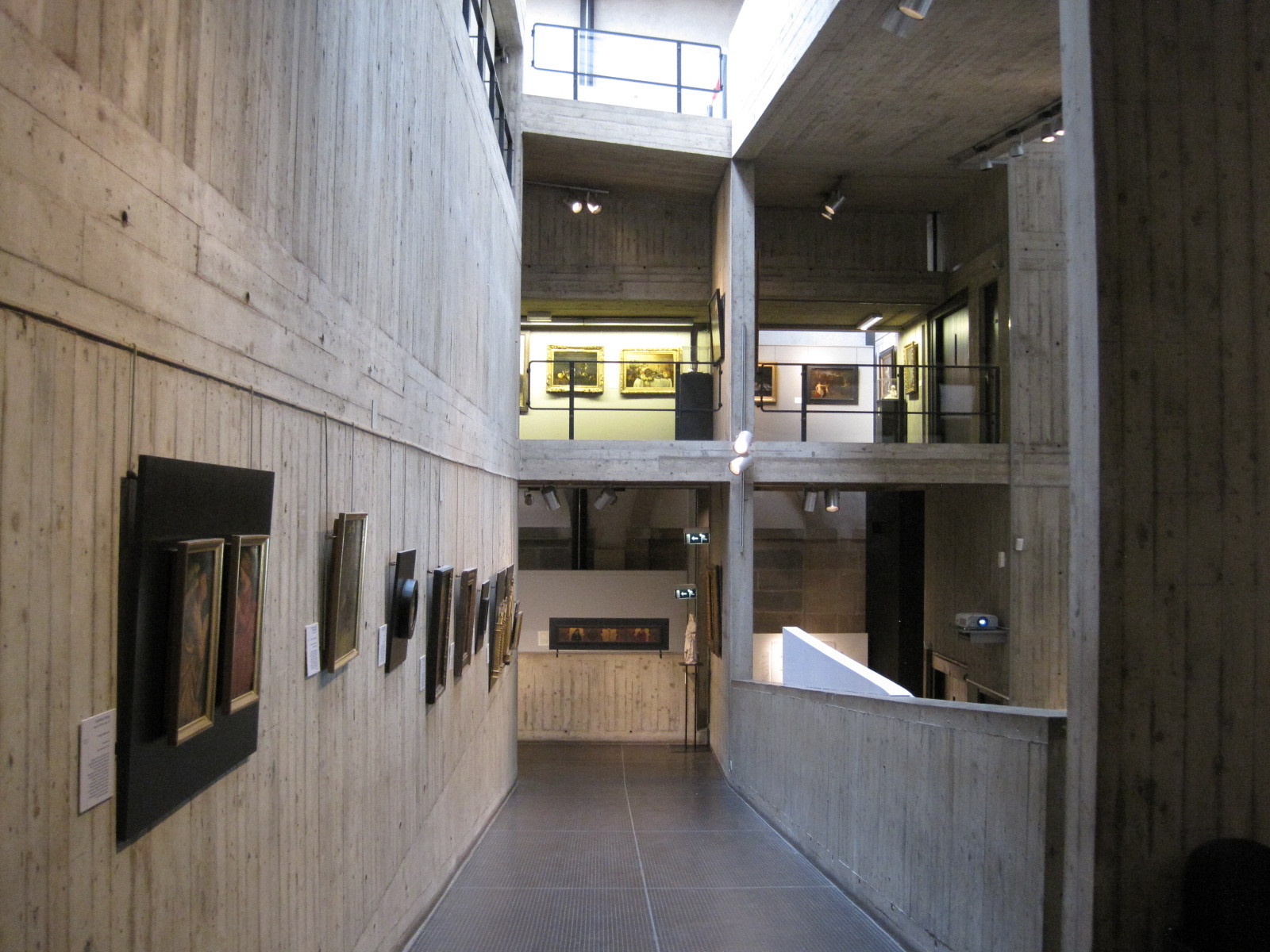
Innenumbau des Musée Beaux-Arts Besançon

- 1945: Beteiligung am Wiederaufbau des Eisenbahnerviertels „Terrier“ in Aisne und des Dorfes Bosquel im Département Somme
- 1950: Villa Léonardon, Algier
- 1950: Bürogebäude Coca-Cola, Algier
- 1950: Feriensiedlung Chréa, Algerien
- 1950–1954: „Aéro-Habitat“, Parc de Malglaive, Algier
- 1951: Mädchenschule Berrouaghia, Algerien
- 1952: Pavillon Perrin, Bouzareah, Algerien
- 1952: Villa Poncet, Algier
- 1953: Schule Ben-Aknoun
- 1955: Villa Lehalle, bei Algier
- 1955: Wiederaufbau mehrerer Gebäude in Orléansville, Algerien
- 1957–1959: Cité HLM Henri-Sellier, Wohngebäude, Algerien
- 1960: Villa Lehalle, Algier
- 1961: Villa César Nima, Gordes
- 1961–1981: Sanierung des Quartier du Pontiffroy, Metz
- 1962: Maison Berthier, Bièvres
- 1967–1970: Innenumbau des Musée des Beaux-Arts et d’Archéologie de Besançon
- 1966–1974: Maison des jeunes et de la culture, Annecy
- 1969–1976: Einrichtung für das Musée Dijon